# Орджонікідзевське професійно-технічне училище
Орджонікідзевське професійно-технічне училище (ОПТУ) — навчальний заклад готує кваліфікованих робітників для промисловості в місті Покров Дніпропетровської області. Має 2-й рівень акредитації Міністерства освіти України.

## Історія
Училище розташоване в невеличкому (45 тис. населення), затишному, зеленому містечку, яке розкинулося на березі мальовничої річки Базавлук, де самі містяни вважають себе нащадками легендарного і навіть дещо містичного кошового отамана Чортомлицької січі Івана Сірка.
Поселення на цьому місці існувало ще у скіфські часи. У 1971р. в кургані «Товста могила» знайдено золоту скіфську пектораль — шедевр світової античної культури, древньої майстерності. Саме тут понад триста років тому знаходилися Базавлуцька та Чортомлицька Січі. З останньою було тісно пов’язане життя та бойова діяльність національного героя України Івана Сірка, могила якого знаходиться в с.Капулівка. Причиною виникнення міста є відкриття багатих родовищ марганцевої руди. 
Офіційною датою народження міста Покров є 1956 р., коли було об’єднано декілька робітничих селищ.
У 60-ті роки на Орджонікідзівському гірничо-збагачувальному комбінаті виникла необхідність професійної підготовки робітничих кадрів, і уже у 1966 році спочатку в навчально-курсовому комбінаті відкрилось технічне училище № 4. Першим директором був В.В. Підболотов. Училище готувало машиністів крокуючих екскаваторів, машиністів бульдозерів, слюсарів-ремонтників, газоелектрозварників, штукатурів.
Спектр професій значно збільшився, коли училище перейшло в новий корпус. Тепер уже готували кадри з 13 спеціальностей. Училище стало не тільки центром професійної підготовки, а і заявило про себе на весь Радянський Союз з розвитку технічної творчості. Дякуючи таким організаторам як Крутько Ю.М., Кіра В.І., Федоренко Н.В., училище уже в 1979 році стало дипломантом ВДНГ (виставки досягнень народного господарства) СРСР. В 1980 році училищу присвоєно звання «Найкраще училище чорної металургії СРСР». В 1981 році — «Училище високої культури і зразкового побуту». На базі ТУ-4 проходила Всесоюзна науково-практична конференція по організації навчально — виховного процесу. Училище було нагороджено перехідним прапором ВЦРПС (Всесоюзна Центральна Рада профспілок), перехідним прапором ЦК ЛКСМ України, призом імені заслуженого металурга України Якова Горбаня.
В 1986 році училище було реорганізовано в СПТУ-50. Училище отримало нову добре обладнану споруду з актовим залом на 300 місць, спортзалом, їдальнею, майстернями і прекрасно обладнаними навчальними кабінетами. В 1986 році за титанічно пошукову роботу і створення музею бойової слави Верховна Рада УРСР присвоїла училищу ім’я Героя Радянського Союзу Гудзя Порфирія Мартиновича. Великий внесок у цю роботу зробили заступник директора з навчально — виховній роботі Лінська Василина Трохимівна, майстри Ребенок-Арістова Тамара Вікторівна, Манжуло Альбіна Василівна.
Багато випускників училища нагороджено трудовими і бойовими нагородами Батьківщини. Серед них машиніст екскаватора В.Ф. Рибак, електрогазозварник Самодьоргін В.І., бригадир екіпажу крокуючого екскаватора Журавель В.С. Бойовим орденом Червоної зірки нагороджені випускники училища: Губа В., Попов В., Мамедов Г., Жуков П., Ніканоров П., Клоков С., Макаричев А., Мельник С., які виконували брали участь у війні в Афганістані.
У 90-ті роки СПТУ-50 очолював Баршунін Микола Олександрович, гарний педагог та спеціаліст, «Відмінник освіти», депутат міської ради декількох скликань. На сьогодні — голова Ради ветеранів міста.
На початку XXI століття ПТУ-50 очолила Носевич Людмила Володимирівна, активний діяч громадського життя міста, творча особистість.
В 2007 році на чолі Орджонікідзевського професійно-технічного училища став Лисогор Володимир Станіславович — досить серйозний господарник.
З січня 2011 року і на сьогодення училище очолює людина з величезним досвідом роботи в профтехосвіті, депутат міської Ради — Дяченко Наталія Василівна.

## Музей
В училищі працює музей бойової слави, де збираються документальні та предметні артефакти. Відкриття відбулося 4 лютого 1984 року.
Музей є осередком зустрічей з почесними громадянами міста Покров. 